# Olof Leyman
Olof Sigfrid Leyman, född 22 januari 1911 i Göteborg, död 20 september 1974 i Göteborg, var en svensk bildkonstnär.
Olof Leyman var son till yrkesmålaren Karl Albin Leyman och Hilda Karlsson, från 1944 gift med Barbro Elmqvist och far till Johannes Leyman. Leyman arbetade under några år som yrkesmålare innan han studerade konst vid Saga Wallis målarskola 1930–1932 och för Sigfrid Ullman vid Valands konstskola 1934–1937, samt under en studieresa till Frankrike 1939. Tillsammans med Einar Christiansson och Einar Ekelund ställde han ut på Göteborgs konsthall 1949 och han medverkade i ett flertal samlingsutställningar, bland annat i Göteborgskonst på mässhallen i Göteborg 1952 och 7 göteborgare i Örebro, Växjö, Borås och Gävle 1955. År 1953 mottog han Göteborgs Stads Kulturstipendium första året detta delades ut (tillsammans med författarna Bertil Gedda och Birgitta Trotzig samt skulptören Sten Teodorsson), och 1960 Göteborgs Konstnärsklubbs kamratstipendium. Tillsammans med Torsten Billman, Rudolf Flink, Wilgot Olsson, Alf Lindberg, Hugo Simson, Olle Skagerfors, Per Lindekrantz och Åke Winnberg ställde han ut under gruppnamnet Nio Göteborgsmålare på Göteborgs konsthall 1966. Hans konst består av porträtt, människoskildringar, blommor, modellkompositioner och landskap med motiv från Grevie, Hovs hallar, Göteborg och Ambjörnarp. Leyman gjorde även offentliga utsmyckningar i Timrå badhus 1956–1957 (8x14 meter glasmosaikvägg i stora simhallen tillsammans med hustrun Barbro), Nya polishuset i Göteborg 1966 (2,71 x 5,23 meter smaltomosaikvägg i trapphus) och en stor oljemålning för Lövåsskolan i Kortedala. Leyman är representerad vid Göteborgs konstmuseum. Makarna Leyman är begravda på Västra kyrkogården i Göteborg.   